# Marilu Henner
Marilu Henner est une actrice américaine, née le 6 avril 1952 à Chicago, en Illinois.

## Biographie
Marilu Henner serait atteinte d'hypermnésie (sa mémoire à court terme se transforme en mémoire à long terme, ce qui fait qu'elle n'oublie jamais rien). Elle est consultante sur la série Unforgettable, pour le rôle principal atteint d'hypermnésie.
En 2008 et 2013, elle a participé à l'émission de téléréalité The Celebrity Apprentice, sur NBC.

## Filmographie

### Cinéma
- 1977 : Between the Lines : Danielle
- 1978 : Les Chaînes du sang (Bloodbrothers) : Annette
- 1982 : Hammett de Wim Wenders : Kit Conger / Sue Alabama
- 1983 : L'Homme à femmes (The Man Who Loved Women) : Agnes Chapman
- 1984 : Cannonball 2 (Cannonball Run II) : Betty
- 1984 : Johnny le dangereux (Johnny Dangerously) : Lil
- 1985 :  Rex le Magnifique (Rustlers' Rhapsody) : Miss Tracy
- 1985 : Perfect : Sally
- 1987 : Grand Larceny : 'Freddy' Grand
- 1991 : L.A. Story : Trudy
- 1991 : Réclusion à mort (Chains of Gold) : Jackie
- 1992 : Bruits de coulisses (Noises Off...) : Belinda Blair / Flavia Brent
- 1994 : L'Escorte infernale (Chasers) : Katie
- 2000 : Enemies of Laughter : Katie
- 2012 : Vamps : Angela

### Télévision

#### Séries télévisées
- 1978-1983 : Taxi : Elaine O'Connor-Nardo
- 1986 : Madame est servie (Who's the Boss) : Diane Wilmington (saison 2 épisode 22)
- 1996 : Le Titanic (Titanic) de Robert Lieberman : Molly Brown
- 2009 : Urgences (ER) : Linda (saison 15 épisode 22)
- 2011 : Grey's Anatomy : Alice Moser (saison 8 épisode 6)
- 2011 : Unforgettable (Unforgettable) : Tante Evie (saison 1 épisode 9)
- 2013 : Mon oncle Charlie (Two and a Half Men) : Linda (saison 10 épisode 23)
- 2013 : The Glades : Joan Longworth (saison 4 épisodes 9,13)
- 2014 : Brooklyn Nine-Nine : Vivian Ludley
- 2015-2021 : Aurora Teagarden : Aida Teagarden

#### Téléfilms
- 1986 : L'inconnu de Florence (Love with the Perfect Stranger) de Desmond Davis : Victoria Ducane
- 2004 : Les Règles secrètes du mariage (Love Rules!) de Steve Robman : Carol
- 2008 : La Spirale du mensonge (The Governor's Wife) de David Burton Morris : Ann Danville
- 2011 : Pour les yeux de Taylor (Accidentally in Love) de David Burton Morris : Carol
- 2012 : Le Pacte de Noël (Hitched for the Holidays) : Maxine Greene
- 2014 : Le Mariage de ses rêves (June in January) : Diana Blackwell